# Letní olympijské hry 1928

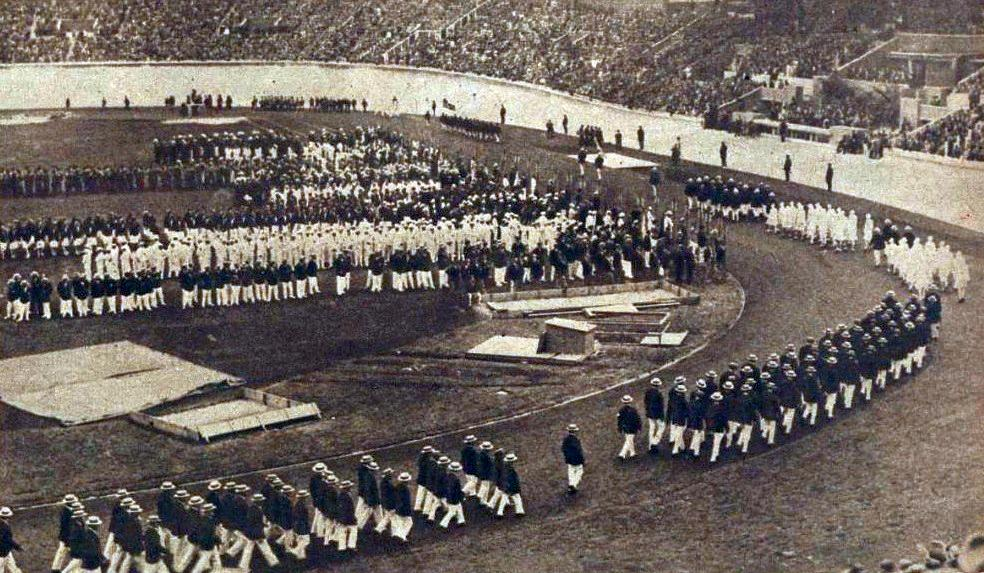
Slavnostní zahájení

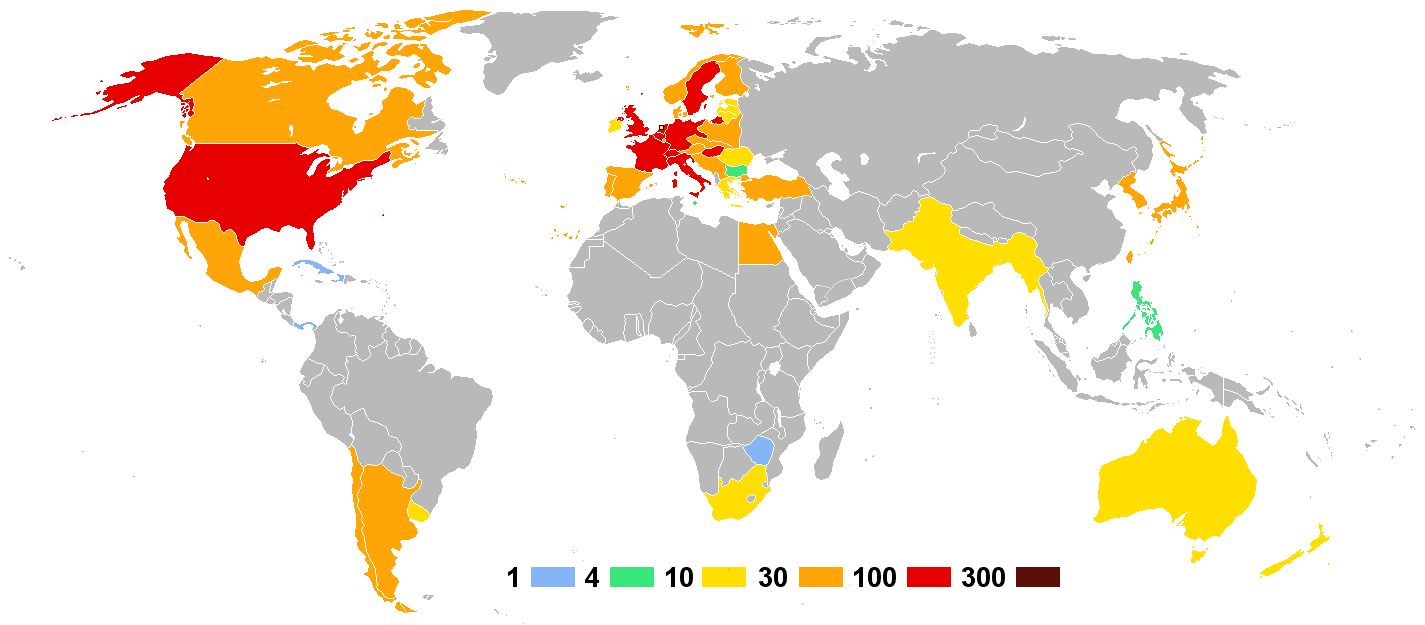
Země podle počtu účastníků

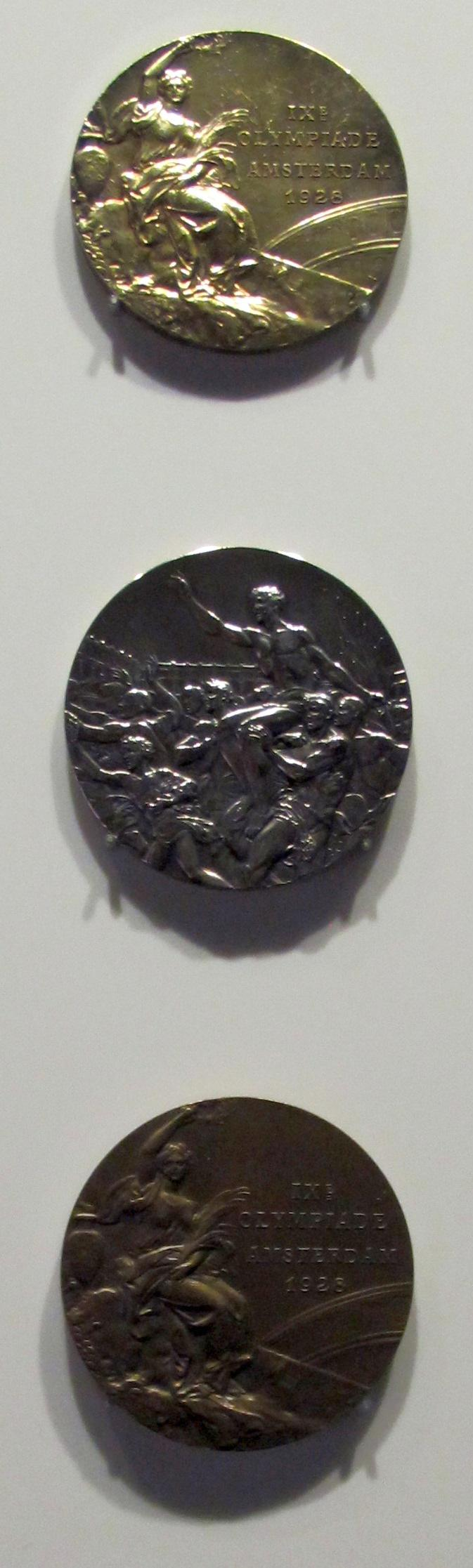
Medaile

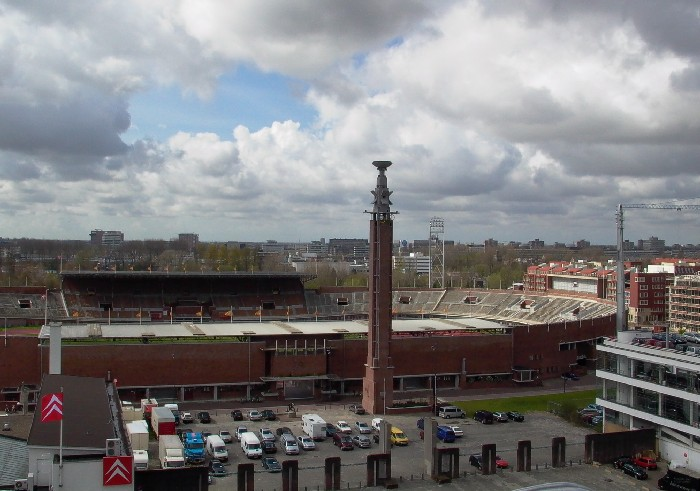
Hlavní olympijský stadion, v popředí věž nesoucí olympijský oheň

IX. letní olympijské hry se uskutečnily ve dnech 28. července až 12. srpna 1928 v hlavním městě Nizozemska, Amsterdamu. Her se zúčastnilo 3014 sportovců ze 46 zemí, Československo reprezentovalo 69 sportovců, z toho jedna žena. V celkovém hodnocení se naše výprava s devíti medailemi umístila na 14. místě.
Jediným protikandidátem Amsterdamu na pořadatelství bylo Los Angeles, které pak hostilo Letní olympijské hry 1932. Pro olympiádu byl na jižním předměstí Amsterdamu vybudován podle projektu Jana Wilse nový olympijský stadion pro 34 000 diváků. Wils za svůj návrh získal zlatou medaili v umělecké soutěži. Oficiální píseň her „Opter Olympiade“ složil Gerrit van Weezel, autorem plakátu byl Jos Rovers.
Rozdělovalo se 109 sad medailí ve čtrnácti sportech (ukázkovými sporty byly keatsen, korfbal a lakros). Po velkých diskusích byla dovolena účast ženám v lehké atletice a sportovní gymnastice. Běh žen na 800 metrů se stal předmětem kritiky jako přílišná zátěž pro ženský organismus, poté byly z olympijského programu vyřazeny běhy delší než čtvrtka až do roku 1960.
Startovalo 46 zemí, premiéru měly Malta, Panama a Rhodesie, poprvé od první světové války bylo pozváno Německo. Medaili získalo 33 zemí, 28 zemí vyhrálo alespoň jednu soutěž. Poprvé se stali olympijskými vítězi zástupci asijského kontinentu: Japonec Mikio Oda v trojskoku a indická reprezentace v pozemním hokeji, která získala první z šesti titulů v řadě. Maďarské družstvo šavlistů zahájilo sérii sedmi olympijských vítězství.
Nejúspěšnějším sportovcem olympiády byl švýcarský gymnasta Georges Miez, který získal tři zlaté a jednu stříbrnou medaili. dalšími výraznými postavami byli Hermann Hänggi (dvě zlaté, stříbro a bronz), Lucien Gaudin (dvě zlaté a stříbro), Paavo Nurmi (zlato a dvě stříbra), plavec a pozdější filmový herec Johnny Weissmüller (dvě zlaté) a Percy Williams, který jako jediný Kanaďan v historii získal sprinterský double. Nejmladší účastnící byla italská gymnastka Luigina Giavotti (11 let a 301 dní), nejstarším sportovcem byl rakouský reprezentant v jezdectví Arthur von Pongracz (64 let a 46 dní).

## Počet medailí podle údajů mezinárodního olympijského výboru
| Pořadí | Země                         | Zlato | Stříbro | Bronz | Celkem |
| 1      | Spojené státy americké (USA) | 22    | 18      | 16    | 56     |
| 2      | Německo (GER)                | 10    | 7       | 14    | 31     |
| 3      | Finsko (FIN)                 | 8     | 8       | 9     | 25     |
| 4      | Švédsko (SWE)                | 7     | 6       | 12    | 25     |
| 5      | Itálie (ITA)                 | 7     | 5       | 7     | 19     |
| 6      | Švýcarsko (SUI)              | 7     | 4       | 4     | 15     |
| 7      | Francie (FRA)                | 6     | 10      | 5     | 21     |
| 8      | Nizozemsko (NED)             | 6     | 9       | 4     | 19     |
| 9      | Maďarsko (HUN)               | 4     | 5       | 0     | 9      |
| 10     | Kanada (CAN)                 | 4     | 4       | 7     | 15     |
| 11     | Velká Británie (GBR)         | 3     | 10      | 7     | 20     |
| 12     | Argentina (ARG)              | 3     | 3       | 1     | 7      |
| 13     | Dánsko (DEN)                 | 3     | 1       | 2     | 6      |
| 14     | Československo (TCH)         | 2     | 5       | 2     | 9      |
| 15     | Japonsko (JPN)               | 2     | 2       | 1     | 5      |
| 16     | Estonsko (EST)               | 2     | 1       | 2     | 5      |
| 17     | Egypt (EGY)                  | 2     | 1       | 1     | 4      |
| 18     | Rakousko (AUT)               | 2     | 0       | 1     | 3      |
| 19     | Austrálie (AUS)              | 1     | 2       | 1     | 4      |
| 19     | Norsko (NOR)                 | 1     | 2       | 1     | 4      |
| 21     | Polsko (POL)                 | 1     | 1       | 3     | 5      |
| 21     | Jugoslávie (YUG)             | 1     | 1       | 3     | 5      |
| 23     | Jihoafrická unie (RSA)       | 1     | 0       | 2     | 3      |
| 24     | Indie (IND)                  | 1     | 0       | 0     | 1      |
| 24     | Irsko (IRL)                  | 1     | 0       | 0     | 1      |
| 24     | Nový Zéland (NZL)            | 1     | 0       | 0     | 1      |
| 24     | Španělsko (ESP)              | 1     | 0       | 0     | 1      |
| 24     | Uruguay (URU)                | 1     | 0       | 0     | 1      |
| 29     | Belgie (BEL)                 | 0     | 1       | 2     | 3      |
| 30     | Chile (CHI)                  | 0     | 1       | 0     | 1      |
| 30     | Haiti (HAI)                  | 0     | 1       | 0     | 1      |
| 32     | Filipíny (PHI)               | 0     | 0       | 1     | 1      |
| 32     | Portugalsko (POR)            | 0     | 0       | 1     | 1      |
| Celkem | Celkem                       | 110   | 108     | 109   | 327    |

## Zajímavosti
- Hry přinesly několik novinek: délka běžeckého oválu byla stanovena na 400 metrů, poprvé byl zapálen olympijský oheň a při nástupu výprav při zahajovacím ceremoniálu šli v čele reprezentanti Řecka jako připomínka antických olympiád.
- Poprvé byla sponzorem her firma Coca-Cola.[3]
- Hra zahájil Jindřich Meklenbursko-Zvěřínský, manžel královny Vilemíny, která byla v té době na návštěvě Norska.
- Pro lidi, kteří přijeli na olympiádu autem, byla vyhrazena parkovací místa označená modrou tabulí s bílým písmenem P. Z toho se vyvinula mezinárodně uznávaná dopravní značka pro parkoviště.
- Státní reformní strana odmítala financování her z veřejných prostředků. Argumentovala pohanskými kořeny olympiád a zejména tím, že se závodilo i v neděli.[4]
- Členem vítězné posádky norských jachtařů byl pozdější král Olaf V.
- Australský veslař Bobby Pearce při čtvrtfinálové rozjížďce skifařů zastavil, aby nechal proplout kachní rodinku. Přesto dokázal postoupit a nakonec získal zlatou medaili.[5]